# Harzweg 27 (Quedlinburg)

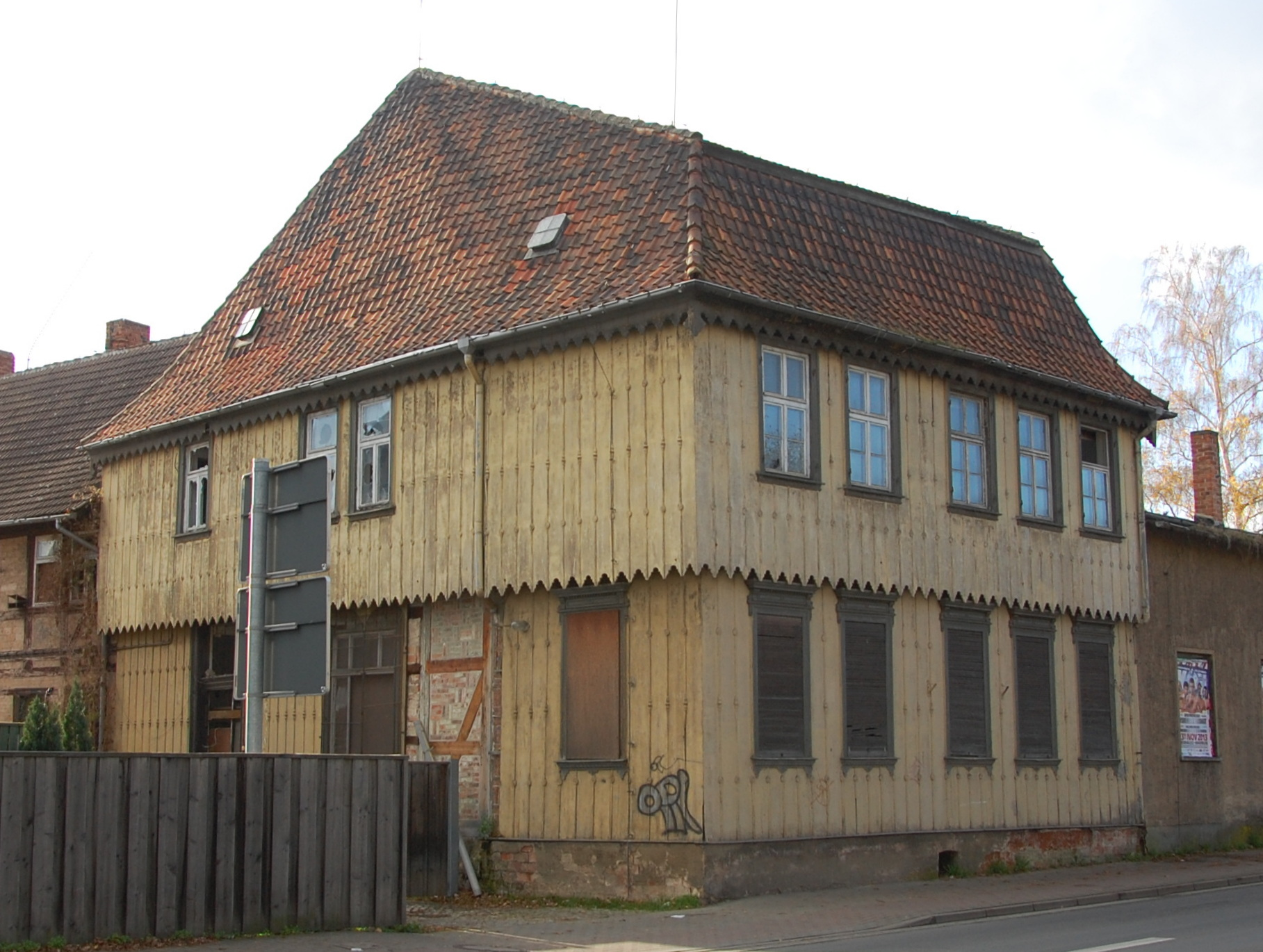
Harzweg 27

Das Haus Harzweg 27 ist ein denkmalgeschütztes Gebäude in Quedlinburg in Sachsen-Anhalt.

## Lage
Das im Quedlinburger Denkmalverzeichnis eingetragene Wohnhaus befindet sich südlich der Quedlinburger Altstadt, auf der südlichen Seite des Harzwegs.

## Architektur und Geschichte
Das zweigeschossige Fachwerkhaus entstand im 17. Jahrhundert. Bedeckt ist es mit einem hohen Walmdach. Vermutlich gehörte das Haus ursprünglich zum Dechaneigarten, seiner Erscheinung nach wirkt es wie ein vorstädtisches Herrenhaus. Im 19. Jahrhundert erfolgte eine Umgestaltung im Stil des Klassizismus. Hierbei erhielt die Fassade eine vertikale Verbretterung.
Das Niveau der Fußböden im Inneren des Gebäudes weist unterschiedliche Höhen auf. Es besteht ein mit Ornamenten versehener Parkettboden aus dem 18. Jahrhundert.
Westlich des Hauses befand sich noch Ende des 20. Jahrhunderts eine beachtenswerte Toranlage, deren Türblätter mit Schnitzereien verziert waren. Die Toranlage besteht nicht mehr.